# Diphyus lalandei
Diphyus lalandei là một loài tò vò trong họ Ichneumonidae.